# 创世纪 (航天器)
创世纪（希伯來語：‎），是由以色列非营利机构SpaceIL发起的登月项目。探测器于2019年2月22日通过猎鹰9号Block 5从卡纳维拉尔角空军基地发射并成功入轨，使让以色列成为第七个完成绕月任务的国家或地区。创世纪号原定于2019年4月11日于月球表面澄海着陆，若成功，以色列将成为继俄、美、中之后第四个有探测器在月表软着陆的国家。4月11日，探测器在下降过程中引擎故障并失联，最后坠毁于月面。

## 设计与建造
2007年，Google月球X大奖公布，向世界征集能够登陆月球并移动500米的探测器方案，创世纪号探测器正是从在2011年成立的SpaceIL团队用于参加该大奖的作品中发展而来的。2018年1月，大奖被取消，最后的5支队伍都没能在截止日期前完成比赛，但SpaceIL团队仍继续完成探测器。他们募集了大量捐款，富翁莫里斯·卡恩和谢尔登·阿德尔森捐赠了其中超过三分之二的资金。包括发射在内的整个项目的资金约为1亿美元。
探测器由SpaceIL设计，并在以色列航空航天工业公司、以色列科技与空间部等部门的合作下完成。使用的是Nammo制造的Leros发动机。探测器直径2米，高1.5米，是最小的月球探测器之一。
由于预算较少，探测器缺少冗余与备用系统，因此一旦关键系统出现故障，整个任务很可能遭到破坏。
探测器的名称“‎”是《圣经》中最开始的单词，亦是《聖經》《創世記》的希伯來文名稱，意为“起源、起初”。这个名称是由民众投票选出的。

## 发射
美国东部时间2019年2月21日20时45分（协调世界时22日01时45分），创世纪号探测器搭载猎鹰9号Block 5从卡纳维拉尔角空军基地SLC-40发射升空。以色列总理内塔尼亚胡在以色列航空航天工业公司控制室里观看了创世纪号的发射过程，他表示这对以色列科技而言是一个“巨大的进步”，还期待以色列科研人员制造出能够登陆火星的无人或载人宇宙飞船。
探测器预计将飞行八周，于2019年4月11日着陆在位于月球北半球的澄海。
探测器于2019年4月4日进入月球轨道，同月7日完成了月球周围的首次环月机动飞行。

## 坠毁

創世紀號的墜毀地點，由月球勘测轨道飞行器攝影

2019年4月11日19时23分（UTC），探测器在下降过程中引擎在离月球表面约10公里处停止工作，同时与飞行控制中心失去联系，并以每秒130多米的速度撞向月球。内塔尼亚胡承诺，以色列的宇宙飞船将在未来两三年内重返月球。

## 设备
创世纪号探测器搭载有磁力仪，用以探测月表岩石的磁性。除此以外，探测器还与美国国家航空航天局合作，搭载了阿波罗飞船曾放置于月面、用以测量地月间距的激光反射器。探测器还携带有代表以色列的数据资料，包括以色列国旗、国歌、迷米圖書館、實驗用水熊蟲。
探测器着陆后将拍摄照片并传输到位于以色列航空航天工业公司的控制室。